# Balciu
Balciu – wieś w Rumunii, w okręgu Jassy, w gminie Miroslava. W 2011 roku liczyła 510 mieszkańców.